# Giuseppe Campari
| Giuseppe Campari                     | Giuseppe Campari             |
| ------------------------------------ | ---------------------------- |
| Giuseppe Campari na VN Italije 1931. |                              |
| Državljanstvo                        | talijansko                   |
| Europsko automobilističko prvenstvo  |                              |
| Sezone                               | 1931. − 1932.                |
| Momčadi                              | Alfa Romeo                   |
| Utrke                                | 4                            |
| Prvenstva                            | 0                            |
| Pobjede                              | 1                            |
| Podiji                               | 2                            |
| Prvo startno mjesto                  | 0                            |
| Najbrži krugovi                      | 1                            |
| Prva utrka                           | Velika nagrada Italije 1931. |
| Prva pobjeda                         | Velika nagrada Italije 1931. |
| Posljednja pobjeda                   | Velika nagrada Italije 1931. |
| Posljednja utrka                     | Velika nagrada Italije 1932. |

Giuseppe Campari (Lodi, Lombardija, Kraljevina Italija, 8. lipnja 1892. – Automobilistička staza Monza, Kraljevina Italija, 10. rujna 1933.) je bio talijanski vozač automobilističkih utrka.
Iako je trebao postati operni pjevač, Campari se ipak odlučio posvetiti utrkivanju, gdje je nastupao za Alfa Romeo. Godine 1920. na stazi Mugello, donio je Alfa Romeu prvu značajniju pobjedu, a isto je ponovio i sljedeće godine, pobijedivši ispred Enza Ferrarija u bolidu Diatto 4DC. U istoj godini, Alfa Romeo je doveo u momčad Antonija Ascarija. Na Velikoj nagradi Italije je prvi put nastupio 1924., gdje je osvojio treće mjesto iza momčadskih kolega Louisa Wagnera i pobjednika Ascarija. Iste godine, pobijedio je na Velikoj nagradi Francuske. Godine 1925., još jednom je nastupio na Velikoj nagradi Italije, gdje je osvojio drugo mjesto, a ovoga puta, brži je od njega bio Gastone Brilli-Peri, također u Alfa Romeu.
Na utrci Coppa Acerbo je pobjeđivao tri puta: 1927., 1929. i 1931., a na utrci Mille Miglia 1928. i 1929. Na utrci Targa Florio je nekoliko puta osvojio četvrto mjesto, a 1923. u borbi za pobjedu s momčadskim kolegom Ugom Sivoccijem, Campariju je u posljednjem krugu utrke ponestalo goriva, te je ostao bez plasmana.
U Europskom automobilističkom prvenstvu je nastupao 1931. i 1932. Jedinu pobjedu ostvario je na Velikoj nagradi Italije 1931. na Monzi, kada je sa suvozačem Tazijom Nuvolarijem u bolidu Alfa Romeo 8C-2300, slavio s dva kruga prednosti ispred momčadskih kolega Ferdinanda Minoie i Baconina Borzacchinija u istom bolidu. Na sljedećoj Velikoj nagradi Francuske, sa suvozačem Borzacchinijem u Alfa Romeu 8C-2300, je osvojio drugo mjesto, iza dvojca u Bugattiju T51, Louisa Chirona i Achillea Varzija. Iako je te sezone osvojio isto bodova kao Ferdinando Minoia, te pobijedio na jednoj utrci, za razliku od Minoie koji nije slavio nijednom, naslov je osvojio Minoia, dok se Campari morao zadovoljiti s titulom viceprvaka. Naime, tada se nije gledao broj pobjeda, što bi danas bio kriterij u automobilističkim natjecanjima, u slučaju da dva vozača imaju isti broj bodova, nego broj pređenih kilometara, a tu je Minoia bio u prednosti. On je odvezao 3935,3 kilometara, u usporedbi s Camparijevih 3368,9, odnosno 556,4 kilometra više od Camparija. Sljedeće 1932. Campari je nastupio samo u Italiji, gdje je osvojio četvrto mjesto.
Sljedeća Velika nagrada Italije na Monzi 1933., bila je pogubna za Camparija. U trenutku dok je vodio utrku, Camparijev Alfa Romeo je naletio na motorno ulje, nakon čega je bolid udario u stablo, a Campari preminuo. Nakon Camparija, na istoj utrci su poginuli Baconin Borzacchini i Stanisław Czaykowski.

## Vanjske poveznice
- Giuseppe Campari, Driver Database
- Giuseppe Campari, Racing Sports Cars